# Antonio Buoncristiani
Antonio Buoncristiani (Cerreto di Spoleto, 20 december 1943) is een Italiaans geestelijke en een aartsbisschop-emeritus van de Rooms-Katholieke Kerk.
Buoncristiani volgde de priesteropleiding aan het Almo Collegio Capranica en werd op 13 juli 1968 priester gewijd. Datzelfde jaar behaalde hij een licentiaat in de theologie aan de Pauselijke Universiteit Gregoriana, waar hij later ook een licentiaat in de sociale wetenschappen kreeg. Hij kreeg uiteindelijk een doctoraat in kerkelijk recht van de Pauselijke Lateraanse Universiteit, en in politieke wetenschappen van de Universiteit van Perugia. Tijdens zijn studie werkte hij als priester in het bisdom Foligno.
In 1976 ging hij werken voor de diplomatieke dienst van de Heilige Stoel in Costa Rica, Zambia en Malawi, waarna hij in 1981 terugkeerde naar het bisdom Foligno. Hier werd hij benoemd tot vicaris-generaal en gaf les aan het religieus hoger onderwijs in Assisi.
Op 21 juli 1994 werd Buoncristiani aangesteld als diocesaan bisschop van het suburbicair bisdom Porto-Santa Rufina in Rome, waar Agostino Casaroli titulair kardinaal-bisschop van was. Op 1 oktober 1994 werd hij bisschop gewijd door kardinaal Agostino Casaroli. Co-consecratoren waren aartsbisschop Jean-Louis Tauran, secretaris van het Secretariaat voor de Relaties met Staten, en bisschop Giovanni Benedetti, bisschop-emeritus van Foligno. Als wapenspreuk nam hij "Fides per caritatem" (Nederlands: het geloof werkt door de liefde).
Op 23 mei 2001 werd Buoncristiani benoemd tot aartsbisschop van Siena-Colle di Val d’Elsa-Montalcino. Hij is hiernaast sinds 2001 voorzitter van de Internationale Associatie van Caterniati (Engels: International Association of "Caterinati"), een door het Vaticaan erkende internationale vereniging van gelovigen.
Buoncristiani ging op 6 mei 2019 met emeritaat.
- Gemeinsame Normdatei: 137558589
- Istituto Centrale per il Catalogo Unico: VEAV444467
- Système universitaire de documentation: 162338597
- Virtual International Authority File: 281453582